# Sorocaba (tiểu vùng)
Sorocaba là một tiểu vùng thuộc bang São Paulo, Brasil. Tiều vùng này có diện tích 4202 km², dân số năm 2007 là 1125912 người.